# Notropis

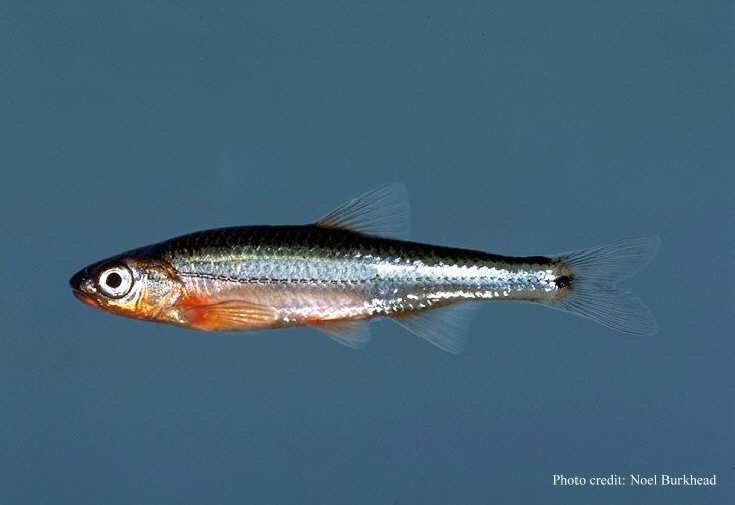
Notropis leuciodus

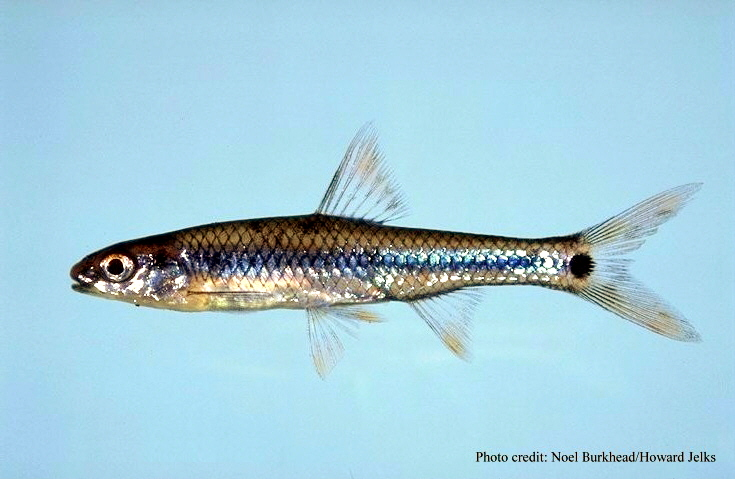
Notropis maculatus

El género Notropis son peces ciprínidos de agua dulce incluidos en el orden Cypriniformes, distribuidos por Estados Unidos y México. Son peces muy pequeños, de pocos centímetros de longitud, su hábitat natural es bentopelágico en ríos de clima templado a tropical.

## Especies
En 2009 se consideran 96 especies agrupadas en este género:
| - Notropis aguirrepequenoi - Carpita del Pilón - Notropis albizonatus - Notropis alborus - Notropis altipinnis - Notropis amabilis - Carpita texana - Notropis amecae - Carpita del Ameca - Notropis ammophilus - Notropis amoenus - Notropis amplamala - Notropis anogenus - Notropis ariommus - Notropis asperifrons - Notropis atherinoides - Notropis atrocaudalis - Notropis aulidion - Carpita de Durango - Notropis baileyi - Notropis bairdi - Notropis bifrenatus - Notropis blennius - Notropis boops - Notropis braytoni - Carpita tamaulipeca - Notropis buccatus - Notropis buccula - Notropis buchanani - Carpita fantasma - Notropis cahabae - Notropis calabazas - Carpita del Panuco - Notropis calientis - Carpita amarilla - Notropis candidus - Notropis chalybaeus - Notropis chihuahua - Carpita chihuahuense - Notropis chiliticus - Notropis chlorocephalus | - Notropis chrosomus - Notropis cumingii - Carpita del Atoyac - Notropis cummingsae - Notropis edwardraneyi - Notropis girardi - Notropis greenei - Notropis harperi - Notropis heterodon - Notropis heterolepis - Notropis hudsonius - Notropis hypselopterus - Notropis hypsilepis - Notropis imeldae - Sardinita de Río Verde - Notropis jemezanus - Carpita del Bravo - Notropis leuciodus - Notropis longirostris - Notropis ludibundus - Notropis lutipinnis - Notropis maculatus - Notropis mekistocholas - Notropis melanostomus - Notropis metallicus - Notropis micropteryx - Notropis moralesi - Carpita Tepelneme - Notropis nazas - Carpita de Nazas - Notropis nubilus - Notropis orca - Carpita de El Paso - Notropis ortenburgeri - Notropis oxyrhynchus - Notropis ozarcanus - Notropis percobromus | - Notropis perpallidus - Notropis petersoni - Notropis photogenis - Notropis potteri - Notropis procne - Notropis rafinesquei - Notropis rubellus - Notropis rubescens - Notropis rubricroceus - Notropis rupestris - Notropis sabinae - Notropis saladonis - Carpita del Salado - Notropis scabriceps - Notropis scepticus - Notropis semperasper - Notropis shumardi - Notropis signipinnis - Notropis simus - Carpita chata - Notropis spectrunculus - Notropis stilbius - Notropis stonei - Notropis stramineus - Carpita arenera - Notropis suttkusi - Notropis telescopus - Notropis texanus - Notropis topeka - Notropis tropicus - Carpita tropical - Notropis uranoscopus - Notropis volucellus - Notropis wickliffi - Notropis xaenocephalus |